# Joe Vescovi
Joe Vescovi (Savona, 1º gennaio 1949 – San Benedetto del Tronto, 28 novembre 2014) è stato un tastierista italiano.
Tastierista e polistrumentista italiano degli anni 70, noto soprattutto per aver militato nei The Trip e nei Dik Dik. È considerato uno dei principali musicisti italiani, icona della scena del rock progressivo italiano. È stato popolare, oltre che per le doti virtuosistiche, anche per la sua istrionica presenza in scena e per il suo modo di vestire eccentrico.

## Biografia
Joe Vescovi forma la sua prima band, "The Lonely Boys" all'età di 17 anni, con la quale suona in Germania e Olanda, senza però ottenere molto successo. Dopo essere tornato in Italia, partecipa alla band "Toto e i Tati", guidata da Toto Cutugno. Alla fine degli anni 60, Vescovi si unisce alla band torinese di rock progressivo The Trip, dopo la fuoriuscita di Ritchie Blackmore, trasferitosi nei Deep Purple, mantenendo quindi i Trip in forma di quartetto. Più tardi lo stesso Blackmore avrebbe preso in considerazione Vescovi per la propria band Rainbow, ma, anche a causa della forte personalità di entrambi, causa di tensioni, scelse poi David Stone.
Vescovi è spesso stato definito il leader dei The Trip, sia per la pesante influenza del suo stile musicale, sia per il fatto di avere un vero ruolo da front-man nei concerti. Dal 1972, dopo l'uscita dai The Trip di Pino Sinnone e Billy Gray, coinvolge Furio Chirico, la band divenne un trio, orientando il proprio stile più verso il rock progressivo.
Dopo The Trip, Vescovi si unisce alla band di rock progressivo italiano Acqua Fragile e successivamente ai Dik Dik.
Collabora anche con Umberto Tozzi e fonda due band di minore importanza: "Tarrot" (con Franz Di Cioccio per il film Attila flagello di Dio del 1982), e "Night Fudge".